# Hvaom
A hvaom (koreai: 화엄, handzsa: 華嚴) a kínai buddhizmus hua-jen iskolájának koreai ága.
A hua-jen iskola legtartósabb hatása Koreában volt tapasztalható, ahova Iszang (hangul:의상대사 625-702) vitte el, aki Fa-cang szerzetessel együtt, Cse-jan (Zhiyan) tanítványa volt. Miután Iszang 671-ben visszatért Koreába szorgalmas munkába kezdett, hogy megalapítsa a koreai hvaom iskolát. Az erőfeszítéseit és az igyekezetét kiegészítette barátja, Vonhjo (hangul:원효대사, handzsa:元曉) segítsége is, aki ugyan nem számít az iskola hivatalos képviselőjének, erőteljesen a hvaom metafizikai elveire támaszkodva szerezte a koreai buddhizmusról írt műveit.
E két korai szerzetes halála után egy sor hveom buddhista mester megalapozta a hvaom hírnevét, amely egészen a Korjo-dinasztia idejéig fontos iskolának számított. Ekkor azonban beolvadt a szon iskolába (hangul:선종, handzsa:禪宗). A szon iskolán belül a hvaom filozófia továbbra is jelentős helyet foglal el.

## Jellemvonásai
A hvaom tanításokban a világ harmonikus, amelyben egyetemes rend uralkodik. Amint képes valaki felismerni ezt a rendet, számára megszűnik minden konfliktus és feszültség. A hvaom tanítások három fő szimbóluma Teil Jore (Mahávairócsana), a fény szimbóluma, Kvanum Poszal, az együttérzés bodhiszattvája (Avalókitésvara) és Munszu Poszal, a bölcsesség bodhiszattvája (Mandzsusrí). Gyakran van kiállítva e három neves buddhista alak szobra a buddhista templomok fő csarnokába, az együttérzés a baloldalon, a bölcsesség a jobboldalon és Teil Jore középen.

## Avatamszaka-szútra
A hvaom tanításainak alapját az Avatamszaka-szútra jelenti, amelyet úgy is neveznek, hogy „Virágfüzér szútra”. Ezt a tanítást Buddha röviddel a buddhaság elérése után adta. A szútra tartalmazza a hit tíz fokozatát, a bölcsesség tíz szintjét, a tíz aktivitást, az érdemek tíz transzferenciáját, a bodhiszattvák tíz szintjét, tanításokat a megvilágosodásról, illetve a buddha-világba való belépésről. Sokan tartják ezt a tanítást Buddha legmagasabb szintű tanításának. A szútra 81 bambusztekercset foglal el, amelyen több mint 700 000 kínai karakter szerepel.

## Hvaom templomok
Abban a korban, amikor a hvaom volt a legfontosabb buddhista iskola Koreában, tíz központi jelentőségű templomot különböztettek meg a hívők. Ma már ezek közül több átalakult szon templommá, vagy nem aktív többé. Országszerte 26 aktív hvaom templom létezik ma Koreában. A jelentősebb templomok közé tartoznak:
- Szokpulsza (koreai: 석불사) – jelenleg az aktív hvaom templomok közül a legfőbb templom, Észak-Csolla tartományban, Ikszan városban
- Kvangcshongsza (koreai: 광청사, kínai: 光淸寺) – Dél-Kjongszan tartományban
- Pobvangsza (koreai:법왕사, kínai: 法王寺) – Keszong városban
- Hvaomsza (koreai:화엄사, kínai: 華嚴寺) – Dél-Csolla tartományban
- Pocshonsza (koreai:보천사, kínai: 寶泉寺) – Észak-Csolla tartományban
- Jakszasza (koreai:약사사, kínai: 藥師寺) – Incshon városban
- Ilgvangam (koreai:일광암, kínai: 日光庵) – Észak-Csolla tartományban
- Hjebongvon (koreai:혜봉원, kínai: 慧峰院) – Észak-Csolla tartományban